# Michel Pineda
Michel Pineda Ozaeta (nacido el 9 de junio de 1964) es un exfutbolista hispano-francés que jugó de delantero en la Ligue 1 y en la Liga Española. 

## Carrera
Jugó desde el año 1982 hasta 1984 en el Auxerre francés. Después fichó por el RCD Español de Barcelona en el cual jugó hasta 1989. Su primer partido oficial con el RCD Español fue el 1 de septiembre de 1984 ante el Atlético de Madrid, partido que finalizó con empate a 0. Su primera temporada fue buena, disputó 32 partidos y marcó 14 goles ayudando al equipo a finalizar octavo. Pero sin duda la mejor temporada fue la 1986/87 ya que disputó 40 partidos marcando 13 goles importantes para el equipo que terminó la liga en tercer lugar.
Disputó 164 encuentro y marcó 45 goles. Se fue entonces de vuelta a su país, a jugar en el Sporting Toulon Var hasta el año 1993. Retornó después a la liga española, al Real Racing Club de Santander para disputar los últimos partidos de la temporada en Segunda División. El delantero fue clave, con 7 goles en 10 partidos, en el ascenso del equipo cántabro a Primera División. Pineda marcó también el gol que decidió la promoción de ascenso a favor del equipo cántabro y que significó el descenso de su exequipo, el Espanyol. En la temporada siguiente en Primera División jugó 37 partidos y marcó 4 goles. Para terminar su carrera futbolística jugó la temporada 94/95 en el Unió Esportiva Lleida marcando tres goles en 23 partidos y por último en el Deportivo Alavés en el que jugó nueve partidos sin anotar goles.

## Clubes
| Club                | País    | Año       |
| ------------------- | ------- | --------- |
| AJ Auxerre          | Francia | 1982-1984 |
| RCD Español         | España  | 1984-1990 |
| Toulon              | Francia | 1990-1993 |
| Racing de Santander | España  | 1993-1994 |
| UE Lleida           | España  | 1994-1995 |
| Alavés              | España  | 1995-1996 |

## Palmarés
- Campeón de Europa sub-21 con España en el año 1986.